# Худжаи-Хулоз
Худжаи-Хулоз (иногда Хулоз, Хлоз, Куллос; тадж. Хӯҷаи Хулоз) — сельский населённый пункт в Сангворском районе РРП Таджикистана. Входит в состав сельской общины (джамоата) Чильдара. Расстояние от села до центра района (село Тавильдара) — 33 км, до центра джамоата (село Чильдара) — 8 км. Население — 277 человек (2017 г.), таджики. Население в основном занято сельским хозяйством (животноводство и растениводство). Земли орошаются главным образом водами горных источников.
Расположена на левом берегу реки Обихингоу.